# Bristol (Rhode Island)
Bristol é uma vila localizada no estado norte-americano de Rhode Island, no condado de Bristol. Foi fundada em 1680 e incorporada em 1746. É um porto de águas profundas.

## Geografia
De acordo com o United States Census Bureau, a vila tem uma área de 53,4 km², onde 25,4 km² estão cobertos por terra e 28 km² por água.

## Demografia
Segundo o censo nacional de 2010, a sua população é de 22 954 habitantes e sua densidade populacional é de 902,50 hab/km². É a localidade mais populosa e também a mais densamente povoada do condado de Bristol. Em 10 anos, teve o maior crescimento populacional entre as localidades do condado. Possui 9 315 residências, que resulta em uma densidade de 366,25 residências/km².